# Intimacies
Pour plus de détails, voir Fiche technique et Distribution.
Intimacies (親密さ, Shinmitsusa) est un film japonais réalisé par Ryūsuke Hamaguchi. Le film est produit par ENBU Seminar (ENBUゼミナール), une école d'art dramatique à Tokyo. Le long métrage est divisé en deux parties. La première raconte le processus de création d'une pièce de théâtre. La seconde est une captation de la représentation réelle de la pièce. Une version courte de 136 minutes existe également et a déjà été projetée au Japon.

## Synopsis
Reiko et Ryohei, accompagnés de leurs comédiens, construisent une pièce de théâtre. Au fil des répétitions, le couple qu'ils forment évolue, tout autant que le monde qui les entoure. 

## Fiche technique
(source : eiga.com)
- Titre : Intimacies[3]
- Titre original : 親密さ (Shinmitsusa?)
- Réalisation et scénario : Ryūsuke Hamaguchi
- Photographie : Yoshio Kitagawa
- Montage : Hiroshi Suzuki
- Société de production : ENBU Seminar
- Pays de production :  Japon
- Langue originale : japonais
- Format : couleurs - 1,77:1
- Genre : drame
- Durée : 255 minutes
- Date de sortie :
  - Japon : 28 juillet 2012 (à l'occasion d'une rétrospective sur le cinéaste à Tokyo)[2] - 25 mai 2013[4]

## Distribution
(source : eiga.com)
- Ryō Satō : Ryohei
- Rei Hirano (ja) : Reiko